# Träben

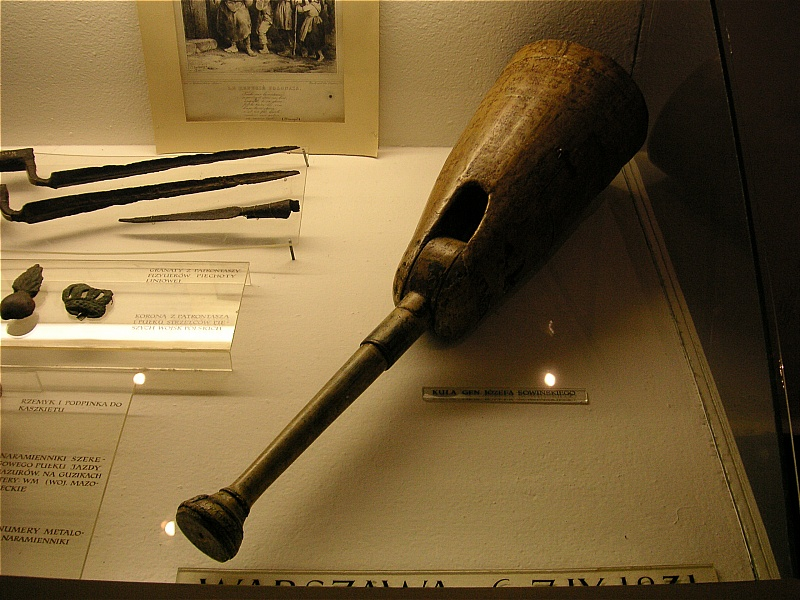
Träben som användes av den polska generalen Józef Sowiński

Träben är en enkel protes av trä som används som ersättning för en fot eller ett ben.
I stället för kryckor har man sedan gammalt använt en stav av trä, som på olika sätt fästes på den kvarvarande delen av extremiteten. Ursprungligen tog man ingen hänsyn till, att ersättningen också borde motsvara den förlorade delens form, utan nöjde sig med en klyka, som det krökta knät kunde vila i, medan nedre ändan ofta skyddades mot nötning med spikar eller järnbeslag. För att hålla fast träbenet fast och ge det stadga användes remmar eller hylsor av trä, metall eller läder kring benets övre, kvarvarande parti. Genom att förbinda dessa stödjemedel med en gördel kring livet (ofta av läder) kunde användbara ersättningar skapas, även om omfattningen av extremitetsförlusten nådde upp på låret. Senare åstadkoms en formliknande ersättning som också framställt träben med leder på platserna för fotleden och knäleden. Från dessa enkla eller mera utvecklade träben finns övergångar till senare, mer utvecklade former av proteser
Mer utvecklade proteser, så kallade konstgjorda ben, som ofta innehöll metalldelar snarare än att enbart var gjorda i trä, började utvecklas under andra halvan av 1800-talet. De blev dock vanligen förekommande först i samband med första världskriget.
Klichémässigt är träben numera framför allt associerade med sjörövare, men har historiskt framför allt varit vanliga bland krigsinvalider.